# Mixtape (EP)
Mixtape é um extended play de pré-estreia do grupo masculino sul-coreano Stray Kids. O EP foi lançado digitalmente e fisicamente no dia 8 de janeiro de 2018 pela JYP Entertainment e distribuído pela Genie Music. É composto por sete faixas, todas produzidas no programa de sobrevivência do mesmo nome do grupo, Stray Kids. O álbum vendeu 45.249 cópias físicas em janeiro.

## Lista de músicas
Créditos adaptados do Melon
| N.º            | Título                                                              | Letras                                       | Música                                                                            | Arranjo                                                   | Duração |  |
| 1.             | "Hellevator"                                                        | Armadillo 3racha                             | Armadillo 3racha Rangga                                                           | Armadillo Bang Chan Rangga                                | 4:01    |  |
| 2.             | "Beware" (hangul: Grrr 총량의 법칙; rr: Grrr Chongryangui Beopchik) | 3racha                                       | 3racha Armadillo Trippy 1take                                                     | Trippy                                                    | 3:09    |  |
| 3.             | "Spread My Wings" (hangul: 어린 날개; rr: Eorin Nalgae)             | 3racha                                       | 3racha Trippy                                                                     | Trippy                                                    | 3:18    |  |
| 4.             | "Yayaya"                                                            | 3racha earattack                             | earattack 3racha                                                                  | earattack                                                 | 3:21    |  |
| 5.             | "Glow"                                                              | Seo Chang-bin Lee Felix Lee Min-ho           | Bang Chan This N That                                                             | Bang Chan Garden This N That                              | 3:24    |  |
| 6.             | "School Life"                                                       | 3racha Kim Woo-jin Yang Jeong-in This N That | Brandon P. Lowry Tobias Karlsson Matthew Engst Han Ji-sung Kim Woo-jin Sangmi Kim | Brandon P. Lowry Tobias Karlsson Matthew Engst Sangmi Kim | 3:36    |  |
| 7.             | "4419"                                                              | 3racha Kim Seung-min Hwang Hyun-jin          | 3racha Jinjjasanai                                                                | Jinjjasanai                                               | 3:13    |  |
| Duração total: | Duração total:                                                      | Duração total:                               | Duração total:                                                                    | Duração total:                                            | 24:02   |  |

## Paradas
| Parada (2018)                           | Posição de pico |
| --------------------------------------- | --------------- |
| Álbuns da New Zealand Heatseeker (RMNZ) | 9               |
| Álbuns sul-coreanos (Gaon)              | 2               |
| Álbuns dos EUA (Billboard)              | 2               |

## Histórico de lançamento
| Região        | Data                 | Formato          | Distribuidor                  | Ref.   |
| ------------- | -------------------- | ---------------- | ----------------------------- | ------ |
| Mundial       | 8 de Janeiro de 2018 | Download digital | JYP Entertainment Genie Music | [ 9 ]  |
| Coreia do Sul | 8 de Janeiro de 2018 | Download digital | JYP Entertainment Genie Music | [ 10 ] |
| Coreia do Sul | 8 de Janeiro de 2018 | CD               | JYP Entertainment Genie Music | [ 11 ] |